# Podalonia alpina
Podalonia alpina är en biart som först beskrevs av Kohl 1888.  Podalonia alpina ingår i släktet Podalonia och familjen grävsteklar. Inga underarter finns listade i Catalogue of Life.